# ربات البيوت الحقيقيات لبيفرلي هيلز
ربات البيوت الحقيقيات في بيفرلي هيلز (اختصار RHOBH) هو مسلسل تلفزيوني واقع أمريكي عرض لأول مرة في 14 تشرين الأول لعام 2010 على شبكة برافو. تم تطويره باعتباره الدفعة السادسة من سلسلة المسلسل The Real Housewives ، وقد بث عشرة مواسم ويركز على الحياة الشخصية والمهنية للعديد من النساء المقيمات في بيفرلي هيلز ، كاليفورنيا.
يتكون فريق الممثلين الحالي من كايل ريتشاردز وليزا رينا وإريكا جيراردي ودوريت كيمسلي وتيدي ميلينكامب أروييف ودينيس ريتشاردز وغارسيل بوفيز وبوزوما سانت جون، مع سوتون ستراك بمثابة صديق لربات البيوت. يشمل أعضاء فريق التمثيل السابقون أعضاء فريق التمثيل الأصليون كاميل جرامر، وتايلور أرمسترونج، وأدريان مالوف، وكيم ريتشاردز، وليزا فاندربومب؛ وإضافات لاحقة براندي غلانفيل ويولاندا حديد وكارلتون جببيا وجويس جيرو دي أوهوفن وإيلين ديفيدسون وكاثرين إدواردز.
أدى نجاح المسلسل إلى تصوير مسلسل قواعد Vanderpump .

## نظرة عامة والممثلين

### المواسم 1-4
تم الإعلان عن ربات البيوت الحقيقيات في بيفرلي هيلز في مارس لعام 2010 كدفعة سادسة من سلسلة المسلسل الواقعي (ربات بيوت حقيقيات) The Real Housewives . عرض الموسم الأول لأول مرة في 14 تشرين الأول لعام 2010، بطولة كل من كايل ريتشاردز، أدريان مالوف، كيم ريتشاردز، ليزا فاندربومب، كاميل جرامر وتايلور أرمسترونج. حصل المسلسل على جائزة Critics Choice لعام 2011 لأفضل مسلسل واقعي.
عرض الموسم الثاني لأول مرة في 5 كانون الأول لعام 2011، براندي غلانفيل ودانا ويلكي قدمو بالمسلسل كاصدقاء لربات البيوت. أعيد تعديل الموسم الثاني بعد وفاة زوج تايلور أرمسترونغ، راسل أرمسترونغ، الذي انتحر في 15 أغسطس 2011. غادر جرامر فريق الممثلين الرئيسي بعد الموسم الثاني.
تم بث الموسم الثالث في 5 تشرين الثاني لعام 2012. تمت ترقية غلانفيل كعضو رئيسي في فريق العمل وتمت إضافة يولندا حديد إلى السلسلة. تم تقديم ماريسا زانكك وفاي ريسنيك كصديق لربات البيوت، بينما تم تخفيض تصنيف جرامر كصديق أيضا.  لم تعد أدريان مالوف للموسم الرابع بعد أن لم تحضر الموسم الثالث للم الشمل.
عرض الموسم الرابع لأول مرة في 4 تشرين الثاني لعام 2013، مع كارلتون جيبيا وجويس جيرو دي أوهوفن للانضمام إلى فريق التمثيل. تم تخفيض رتبة ارمسترونغ إلى دور الضيف. لم يُطلب من جيرو وجيبيا العودة بعد الموسم الرابع.

### الموسم 5-8
عرض الموسم الخامس لأول مرة في 18 تشرين الثاني لعام 2014، حيث ظهرت ليزا رينا وإيلين ديفيدسون كربات منازل جديدات. ظهركل من جرامر ومالووف وارمستروج في الموسم كضيوف شرف. لم يُطلب من كيم ريتشاردز وغلانفيل العودة للموسم السادس كاعضاء منتظمين في فريق التمثيل.  
انضمتا اريكا جين وكاثرين ادوردز إلى الموسم السادس من العرض الذي عرض لأول مرة في 1 كانون الأول لعام 2015. عاد كل من كيم ريتشاردز وجرامر وارمستروج وريزنيك ومالووف وجيلانفيل في الظهور كضيوف للحلقات، إلى جانب بيثيني فرانكل من The Real Housewives of New York City. كان الموسم بمثابة الموسم الأخير لكل من حديد وإدواردز. 
تم عرض الموسم السابع لأول مرة في 6 كانون الأول لعام 2016 مع عضو فريق التمثيل الجديد، دوريت كيمسلي. انضم إيدن ساسون إلى العرض بشكل مستمر وعاد كيم ريتشاردز أيضًا بشكل مستمر وظهر جرامر بشكل منتظم طوال الموسم. ترك ديفيدسون وساسون المسلسل بعد الموسم السابع. 
تم عرض الموسم الثامن لأول مرة في 19 كانون الأول لعام 2017، مع إضافة تيدي ميلينكامب اروياف كعضو جديد في فريق التمثيل. عاد غرامر كصديق لربات البيوت، بينما ظهر ديفيدسون وريسنيك ومالوف كضيفين.  بالإضافة إلى ذلك، ظهرت أيضًا بيثيني فرانكل من The Real Housewives of Newربات البيوت الحقيقيات لمدينة النيويورك York City كضيفة.

### الموسم 9 - الحاضر
عرض الموسم التاسع لأول مرة في 12 شباط لعام 2019. ضم جميع أعضاء فريق التمثيل الستة من الموسم السابق، مع انضمام دينيس ريتشاردز إلى فريق التمثيل. عاد غرامر مرة أخرى كصديق لربات البيوت، بينما ظهر كيم ريتشاردز وغلانفيل وريسنيك كضيوف. خرج فاندربامب من العرض بعد الموسم التاسع.
عرض الموسم العاشر لأول مرة في 15 نيسان لعام 2020. انضمت جارسيللي رويسي إلى المسلسل كعضو رئيسي في التمثيل، اما بالنسبة ل سوتون ستراكي ف ظهر كصديق لربات البيوت. وسيظهر كل من جرامر، وكيم ريتشاردز، ومالوف، وجلانفيل، ودافيدسون، وريسنيك في الموسم كضيوف شرف.  

### الجدول الزمني لأعضاء فريق التمثيل
List of The Real Housewives of Beverly Hills episodesList of The Real Housewives of Beverly Hills episodes

## تاريخ البث
تم بث ربات البيوت الحقيقيات في بيفرلي هيلز بانتظام على برافو في الولايات المتحدة. يبلغ طول معظم الحلقات 42 دقيقة تقريبًا،  ويتم بثها بدقة قياسية ودقة عالية. منذ عرضها الأول، تبادلت السلسلة بثها في أمسيات الإثنين والثلاثاء والخميس، وتم نقلها بشكل متكرر بين 8:00 و 9:00 و 10:00 مساءً.

## في الثقافة الشعبية
- يضم الفيديو الموسيقي الخاص بأغنية ليدي غاغا عام 2014 «GUY» أعضاء من المجموعة ان ذاك.[31]
- في عام 2019، بدأ غطاء شاشة من الموسم الثاني من حلقة "Malibu Beach Party from Hell" يتحول إلى ميمي "Woman Yelling at a cat".[32] (المرأة التي تصرخ بالهرة).

## روابط خارجية
- ربات البيوت الحقيقيات لبيفرلي هيلز على موقع IMDb (الإنجليزية)
- ربات البيوت الحقيقيات لبيفرلي هيلز على موقع ميتاكريتيك (الإنجليزية)
- ربات البيوت الحقيقيات لبيفرلي هيلز على موقع روتن توميتوز (الإنجليزية)
- ربات البيوت الحقيقيات لبيفرلي هيلز على موقع نتفليكس (الإنجليزية)
- ربات البيوت الحقيقيات لبيفرلي هيلز على موقع كينوبويسك (الروسية)
- ربات البيوت الحقيقيات لبيفرلي هيلز على موقع قاعدة بيانات الفيلم (الإنجليزية)
- الموقع الرسمي
- ربات البيوت الحقيقيات لبيفرلي هيلز  في قاعدة بيانات الأفلام على الإنترنت (بالإنجليزية)
- The Real Housewives of Beverly Hills at TV Guide